# CCTV-14
CCTV-14 (en chino 中国中央电视台少儿频道 Zhōngguó zhōngyāng diànshìtái shàoér píndào o en español CCTV-niños) es un canal de la Televisión Central de China que fue lanzado el 28 de diciembre de 2003. Es el primer canal exclusivo para los menores de edad de China. CCTV-少儿 (shàoér) fue lanzado con el objetivo de promover entre los niños la filosofía del respeto, el apoyo, la orientación, y la felicidad. 
El canal emite todos los días de 6:00 a 24:00, un total de 18 horas al día. El contenido principal es la animación, los juegos infantiles, y la divulgación científica del conocimiento. Antes de su lanzamiento los programas infantiles de CCTV eran transmitidos en CCTV-7.

## Historia
Las transmisiones de prueba del canal comenzaron el 8 de diciembre de 2003. Su primera transmisión se realizó el 10 de diciembre de 2003 con una duración de 16 horas. CCTV-14 se lanzó formalmente el 28 de diciembre de 2003 como CCTV-Niños y se separó de CCTV-7. A partir del 1 de enero de 2011, el canal se renombró como CCTV-14.
Desde 2013 en adelante, CCTV-14 ha llevado a cabo la Gala de Año Nuevo de CCTV.
En agosto de 2019, el canal produjo una versión adaptada de El gigante egoísta, titulada El jardín del gigante, un espectáculo musical en vivo con un elenco de casi 300 de los principales actores infantiles de Shanghái. Se presentó en inglés en lugar de mandarín y se transmitió a toda la República Popular de China. El espectáculo fue recibido con aclamación, y ayudó a instalar una tradición anual en el canal, que produce un musical para posteriormente ser transmitido completamente en inglés con música original.